# خادم ماين كرافت
خادم ماين كرافت (بالإنجليزية: Minecraft server)‏ طريقة تُمكّن اللاعبين من اللعب مع الآخرين عبر الإنترنت أو عبر شبكة محلية باستخدام خوادم ماين كرافت. لجعل تجرِبة اللاعب الفردي متسقة مع تجرِبة اللاعبين المتعددين ولضمان تطبيق التعديلات التي تم إجراؤها على اللعبة، مثل إصلاحات الأخطاء، على كل من ألعاب اللاعب الفردي والألعاب متعددة اللاعبين، تعمل اللعبة داخليًا على تشغيل خادم للاعب الفردي ألعاب.